# Heldenplatz (Budapest)

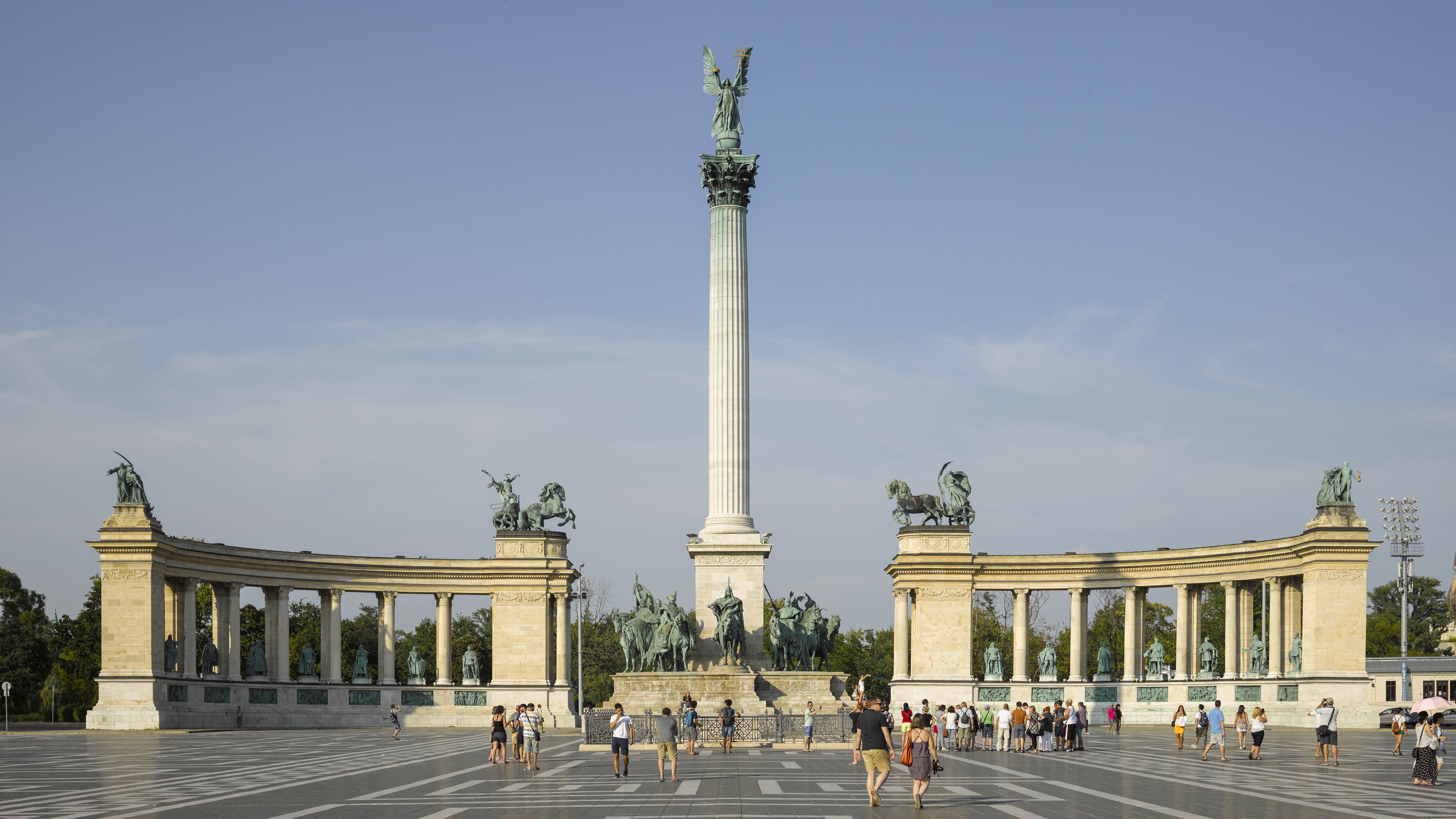
Das Millenniumsdenkmal auf dem Heldenplatz

Auf dem Heldenplatz (ungarisch Hősök tere) in der ungarischen Hauptstadt Budapest dominiert das 36 Meter hohe Millenniumsdenkmal. Zu finden ist der Platz im Stadtteil Pest. Dort markiert er das Ende der Andrássy-Straße und ist das Tor zum Stadtwäldchen, das sich mit seinen Alleen direkt hinter dem Platz erstreckt. Seitlich säumen das Museum der Bildenden Künste und die Kunsthalle den Heldenplatz. Er gehört zum Weltkulturerbe der UNESCO.

## Geschichte

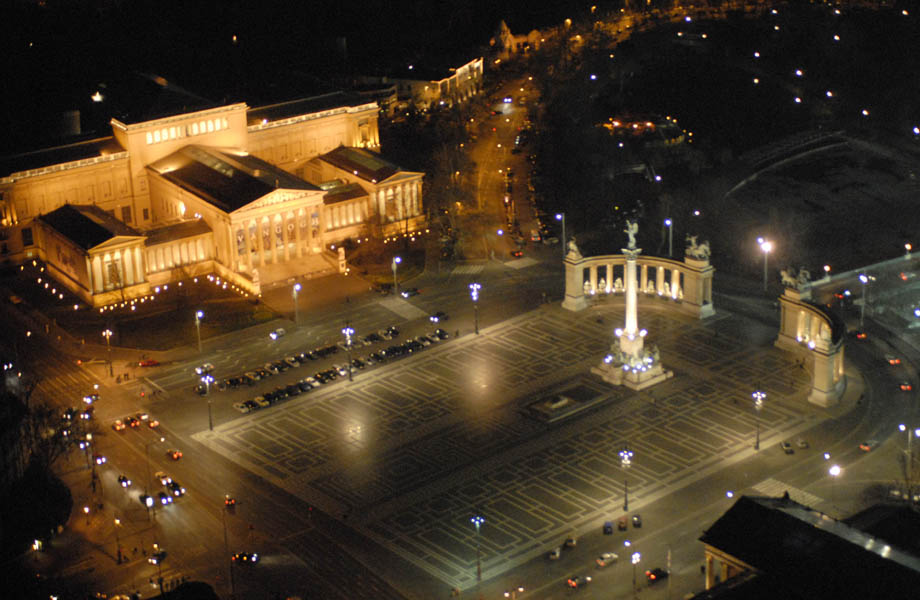
Luftbild

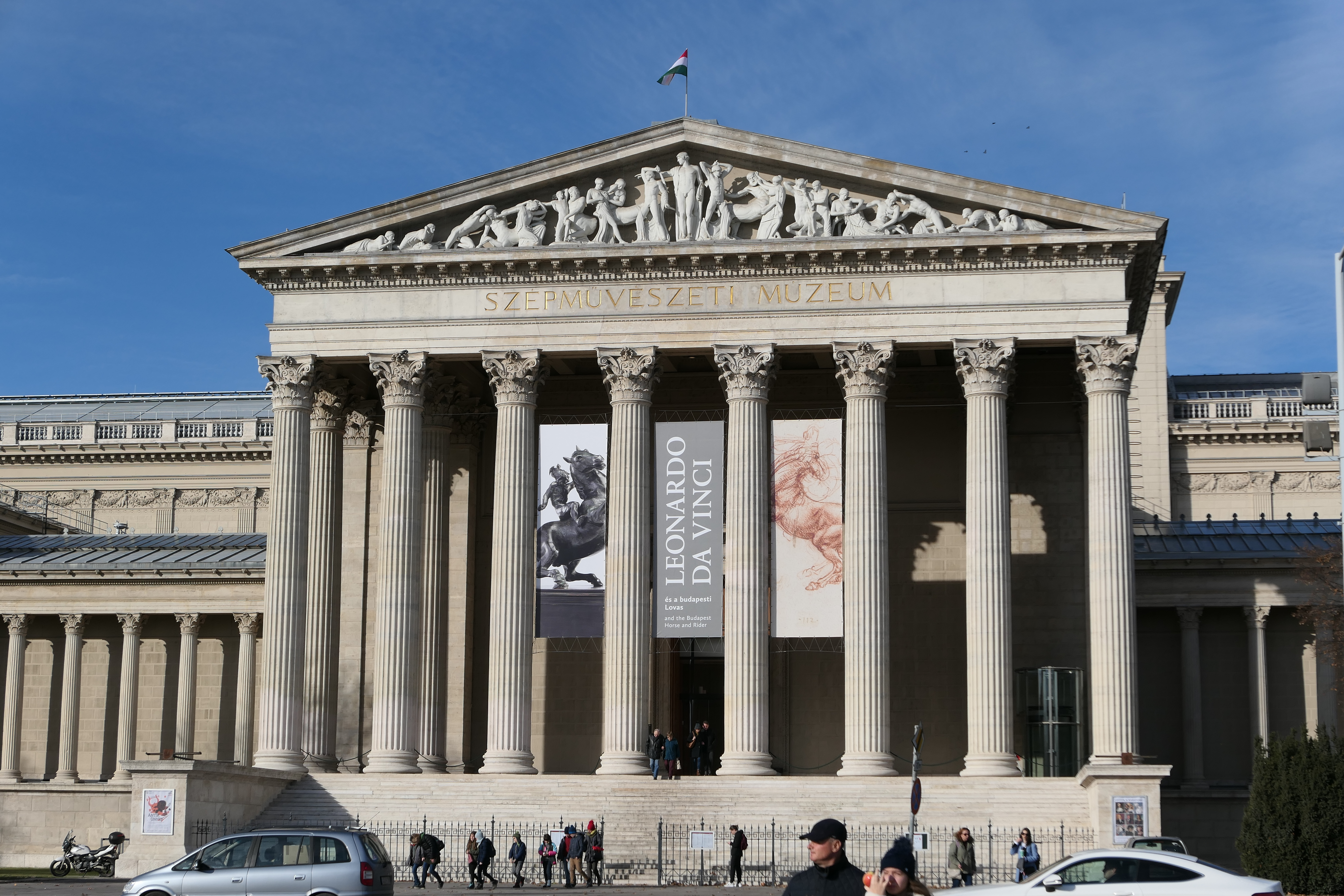
Das Museum der Schönen Künste am Heldenplatz

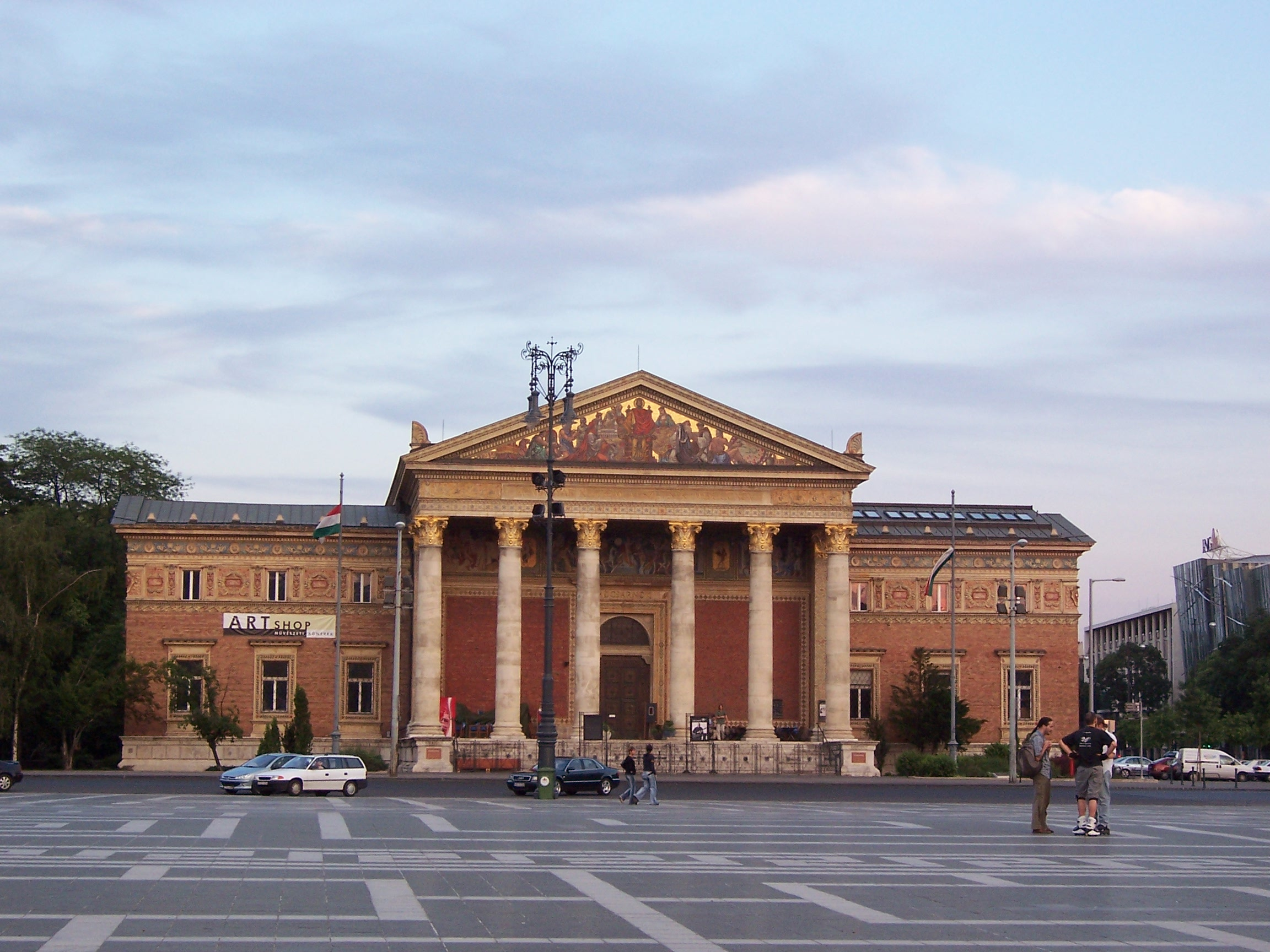
Die Kunsthalle am Heldenplatz

Während der Budapester Millenniumsausstellung 1896 zur Feier des 1000-jährigen Jubiläums der magyarischen Landnahme beschloss das Parlament, den Heldenplatz anzulegen, der von der zeitgleich gebauten ersten Budapester Metró-Linie unterquert wird. Immer wieder war der Heldenplatz über die Jahre Bühne für einschneidende Ereignisse in der ungarischen Geschichte. So zertrümmerten die Ungarn während der Revolution 1918/19, als Zeichen des Bruches mit den Habsburgern, das Bildnis Kaiser Franz Josephs vom Millenniumsdenkmal und legten den gesamten Platz mit roten Draperien aus. Außerdem ersetzten sie die Statuen von Árpád durch eine Statue von Marx und ein Arbeiter-und-Bauern-Monument. 
Nach 1945 war der Heldenplatz wiederholt Schauplatz politischer Kundgebungen. Ungarn geriet in den Einflussbereich von Stalins Sowjetunion. Am Heldenplatz wurden 1989 Imre Nagy und seine damaligen Mitstreiter (des Ungarischen Volksaufstandes von 1956) in einem feierlichen Staatsakt rehabilitiert.
Das Stadtwäldchen, das sich direkt hinter dem Heldenplatz befindet, war einst ein Sumpfgebiet. Heute ist es einer der meistbesuchten Parks der Stadt. Er wurde, wie viele andere Parks auch, als Englischer Landschaftsgarten angelegt und beinhaltet heute Museen, Sportanlagen, ein Bad und einen Tierpark. Auf einer Insel im See des Parks steht die Burg Vajdahunyad. Die Burg war, wie andere Gebäude der Insel auch, 1896 als Nachbildung historischer Gebäude geplant. Man entschied sich teilweise zum Ausbau und Erhalt der Gebäude.

## Millenniumsdenkmal
In der Mitte des Heldenplatzes steht das Millenniumsdenkmal (ungarisch: Millenniumi emlékmű). Das neuklassizistische Ensemble wurde 1896 bis 1906 vom Architekten Albert Schickedanz und vom Bildhauer György Zala anlässlich der Millenniumsfeier des Landes errichtet. Es besteht aus einer 36 Meter hohen Säule und zwei 13 Meter hohen Kolonnaden mit zahlreichen Figuren, die ungarische Nationalhelden darstellen.

## Museum der Schönen Künste
Das Museum der Schönen Künste (Szépművészeti Múzeum) wurde 1906 fertiggestellt und beherbergt die wichtigste Sammlung nicht-ungarischer Kunst in Budapest. Es präsentiert ein breites Spektrum künstlerischer Epochen, von einer kleinen ägyptischen Sammlung über antike griechische und römische Kunst, bis hin zur Renaissance und Moderne. So verfügt die Galerie der Alten Meister über die größte Sammlung spanischer Künstler außerhalb des Prado. Das Museum besitzt eine grafische Sammlung mit Werken von Marc Chagall, Lucas Cranach, Albrecht Dürer, Pablo Picasso, Nicolas Poussin, Raffael, Rembrandt van Rijn, Peter Paul Rubens und Giovanni Battista Tiepolo. Diese Sammlung wird allerdings nur in Ausschnitten und dann im Rahmen von Sonderausstellungen präsentiert.

## Kunsthalle
Die Kunsthalle (Műcsarnok) mit ihren korinthischen Säulengängen beherbergt bedeutende Wechselausstellungen der Gegenwartskunst, sie wurde 1896 fertiggestellt.